# Ратно ваздухопловство и противваздушна одбрана ЈНА
Ратно ваздухопловство и противваздушна одбрана (скраћено РВиПВО), било је један од три вида Југословенске народне армије, намењено за заштиту и превласт у ваздушном простору, као за подршку копненим, поморским и укупним оружаним снагама СФР Југославије. Формално је основано 21. маја 1942. године, у току Народноослободилачке борбе, а са распадом Југославије (1992. године), нестало је у изворном облику и трансформисало се у нова, по новоствореним државама.
У периоду 1945—1992. године, Ратно ваздухопловство и противваздушна одбрана (РВ и ПВО) развијало се у складу са концептом развоја ЈНА, у духу савремене ваздухоплове научне мисли, доктрине и технолошког развоја у свету. Истовремено, развијани су и усавршавани властити кадар, високо школство и флексибилна доктрина примене РВ и ПВО према савременим условима. Ослонац на властите снаге је имао приоритет, те су реализовани резултати у развоју снажног РВ и ПВО, са јаком сопственом научном и технолошком базом, о чему сведочи и извоз око 200 примерака војних авиона из властитог развоја и производње.
У току Другог светског рата, главни задатак РВ, био је борба против окупатора и њихових сарадника, за ослобођење земље и за успостављање друштвеног поретка, пројектованог од Комунистичке партије Југославије. Непосредно по завршетку рата, задаци су се свели на очување успостављеног поретка и заштиту од иностране интервенције.

## Оснивање и етапни развој

### Оснивање и развој у току рата
Југословенска народна армија, је настала у Народноослободилачкој борби, против фашистичког окупатора. Исто је тако и њен део, Ратно ваздухопловство и противваздушна одбрана, створено у току тога рата и то 21. маја 1942. године, са пребегом два авиона из НДХ, на слободну територију, коју су контролисали партизани, у Босанској крајини. У томе почетном периоду звало се „Југословенско ратно ваздухопловство“, све до формирања посебних јединица за противваздушну одбрану (ПВО) и њихове интеграције у јединствен вид Ратног ваздухопловства и противваздушне одбране (РВ и ПВО), 1959. године.
Прва етапа стварања ратног ваздухопловства, отпочела је са организовањем илегалног рада у ваздухопловству НДХ и одлуком Фрање Клуза и механичара, стрелца Милутина Јазбеца да пребегну авионом на партизанску слободну територију. Сагласност је дао и водио координацију свих тих акција секретар Обласног комитета за Босанску крајину Ђуро Пуцар Стари. У међувремену је Милутин Јазбец био пребачен са Клузовог авиона на Чајавецов, који је био исто симпатизер и илегалац партизанског покрета. Када је сазнао за намеру и активност ове двојице, заједно су координисали акцију и сва тројица су пребегла са два авиона на слободну територију. Заједно су то извели, да не би дошло до провале, а и из истих безбедносних разлога нису били раније повезани и нису знали за међусобне активности. На аеродрому Урије код Приједора, прво је слетео Клуз са својим Потезом 25 а затим Чајавец и Јазбец, авионом Бреге 19, 21. маја 1942. године. Раније је била припремљена резервна, импровизована полетно-слетна стаза, код села Међувође, али није коришћена за слетање при овом пребегу.
После успешног прелета, ова два авиона са двојицом пилота и механичарем, први задатак је била заштита авиона од напада и уништења из ваздуха. Командант оперативног штаба за Босанску крајину Коста Нађ је наредио пилоту Клузу и њему додељеном механичару Ивици Митрешићу да прелете авионом Потез 25 на импровизовани аеродром у селу Међувође и авион сакрију испод дрвећа. Претходно су направљене макете, ова два авиона од дрвета, које су постављене на ивицу узлетишта аеродрома Урије, ради обмане непријатеља.
Предузете су акције за обезбеђење горива, муниције и авионских бомби. На један од авиона, који је прелетео без митраљеза, уграђен је пешадијски „шарац“. Бомбе су приручно израђиване од водоводних цеви пречника 100 mm, пуњене са заробљеним експлозивом. Бомбу је пројектовао инжењер Миле Љубичић, а израђиване су у радионици рудника Љубија. Одштампани су први леци за позив припадника оружаних снага НДХ на прелазак на страну партизана. Прво борбено дејство партизанске авијације је било по усташком одреду Црна легија, која је продрла на слободну територију из правца Босанске Дубице, 4. јуна 1942. године. Ефекат је био увећан са задржаним ознакама НДХ, на Клузовом авиону. Усташе су били убеђени да је њихов авион, све док их нису засуле бомбе и митраљески рафали.
Историјски догађаји, везани за стварање и јачање ратног ваздухопловства у Народноослободилачкој борби, нижу се један за другим.
- Врховни штаб формира прво Ваздухопловно одељење, 16. септембра 1943. године.
- Са посебном наредбом, Врховни штаб такође формира Прву ваздухопловну базу, 14. октобра 1943. године, са дефинисаним задацима. Основни задатак је био окупљање и организовање кадровске базе и припреме инфраструктуре за прихват ваздухопловне технике из помоћи од савезника.
- Преко радио-станице „Слободна Југославија“, октобра 1943. године, позвани су сви родољуби ваздухопловци, из земље и иностранства, да се прикључе ваздухопловству Народноослободилачке војске Југославије.
- На Другом заседању АВНОЈ-а, 29. новембра 1943. године, Тито је саопштио да је Врховни штаб тражио од савезника испоруку наоружања, у оквиру чега и борбене авионе.
- На Техеранској конференцији савезника, децембра 1943. године, донета је одлука о војној помоћи југословенским партизанима, где се подразумевала и ваздухопловна техника.
- Са Југословенско-британским протоколом, 12. марта 1944. године, утврђује се формирање борбене авијације Народноослободилачке војске Југославије, на тлу Африке. Формирана је Прва ваздухопловна ескадрила, наоружана са Спитфајерима, 1. јула 1944. године и Друга ваздухопловна ескадрила, наоружана са Харикенима. Обе ескадриле, убрзо су се после формирања пребазирале у Италију, затим на аеродром Кане на Вису, па затим на Аеродром Пркос и Шкабрње. Све до краја рата, ове две ескадриле су успешно садејствовале са осталим јединицама Југословенске народне армије, у завршним операцијама ослобођења земље.

- У другој половини 1944. године, из састава ових ескадрила издваја се ваздухопловно одељење, које на Вису стално дежура у намени противваздушне одбране острва. Исте године и на другим локацијама организована је противваздухопловна одбрана, са заробљеним наменским противавионским митраљезима и топовима.
- Врховни штаб, формирао је при свима штабовима већих јединица, референте за прихват војне помоћи савезника, евакуацију рањеника и садејство авијације са јединицама Народноослободилачке војске Југославије, 8. септембра 1944. године.
- У току септембра 1944. године, Народноослободилачка војска Југославије заузима аеродром Залужине, заробљава 11 авиона (5 исправних). Од заробљених и прелетелих авиона и од добровољаца из Петог корпуса и пребеглих ваздухопловаца из НДХ, формира се Прва партизанска ескадрила са аеродромском базом, која је садејствовала са аеродрома Бугојно у ослобађању Бање Луке.
- Формира се и ескадрила за везу Врховног штаба Народноослободилачке војске, од 4 авиона Поликарпов По-2, добијена од Совјетског Савеза и од шест пребеглих из НДХ. Ескадрила је прелетела, у новембру 1944. године, у Земун и укључена је у транспортну авијацију.
- Одлуком Врховног штаба Народноослободилачке војске повучени су наши ваздухопловци из састава РАФ-а, који су заједно са припадницима Омладинског батаљона и делом састава Прве ваздухопловне базе, послати на школовање у СССР. Од те групе ваздухопловаца је формиран 554. јуришни ваздухопловни пук, у Грозном, 3. марта 1945. године и 254ти ловачки пук, у Краснодару, 1. маја 1945. године. Оба пука прелећу у Југославију, 17. јула 1945. године. Јуришни на аеродром у Сомбору, а ловачки у Земун. По прелету су добили југословенске формације, Први јуришни пук и Први ловачки пук.
- Тито је 21. септембра 1944. године, у Москви, закључује споразум о совјетском наоружавању две ваздухопловне дивизије и школовању ваздухопловног кадра, у Совјетском Савезу. На основу тога споразума, формирана је „Група Витрук“, са једном ваздухопловном ловачком и једном јуришном дивизијом и шест ваздухопловних батаљона, из састава 17ге ваздухопловне армије, која је садејствовала са Црвеном армијом и са Народноослободилачком војском, на тлу Југославије. Ова ваздухопловна групација се трансформисала, са југословенском попуном људства, у периоду од новембра 1944. до марта 1945. године, у дивизије ЈРВ, са саставом од 11те ловачке ваздухопловне дивизије, коју су сачињавали 111ти, 112ти и 113ти ловачки ваздухопловни пукови, 42ге јуришне ваздухопловне дивизије, коју су сачињавали 421ти, 422ти и 42ћи јуришни ваздухопловни пукови и 9те ваздухопловне обласне команде, са шест аеродромских батаљона и штаба Групе ваздухопловних дивизија. Дивизије су биле попуњене са ратним, трофејним авионима. Ловачка дивизија са познатим совјетским ловцима Јак-3 и Јак-9, а јуришна превасходно са Иљушин Ил-2.
- Формирана је подофицирска ваздухопловна школа у Новом Саду, 3. фебруара 1945. године и пилотска школа у Земунику, код Задра, 14. марта 1945. године. То је био основ развоја школства у РВ и ПВО.
- Падобрански батаљон, формиран је 15. октобра 1944. године од добровољаца бораца Народноослободилачке војске. Батаљон је имао четири чете, свака по три вода, са укупно 160 падобранаца.
- Наредбом Врховног команданта Народноослободилачке војске, формиран је Штаб РВ у Земуну, 29. октобра 1944. године (на слици доле је копија наредбе).
- По ослобођењу Земуна, новембра 1944. године, формиране су радионице и обнова фабрике авиона Икарус, у функцији оправке и ремонта авиона и друге ваздухопловне технике.[1][3][4]

### Послератни период развоја
Непосредно по завршетку рата, задаци РВ, били су слични као и за целу ЈНА, а то су:
- Смештај људства и стварање најнужнијих услова за рад, обуку по јединицама и командама, као и поправку разрушене и оштећене инфраструктуре.
- Организацијско и формацијско сређивање стања у РВ, на основу расположивих кадрова, њихов распоред по врстама авијације, позадине, команди, институција, школа и ваздухопловне индустрије.
- Устројавање ваздухопловних прописа, правилника и процеса одржавања и ремонта ваздухопловне технике и обезбеђења резервних делова.
- Стварање школског система за пилоте и све ваздухопловне службе, посебно за ваздухопловнотехничку.

Поред сталног стручног усавршавања и повећавања нивоа обучености целог састава РВ, вршена је и његова организацијска и структурална доградња, сагледавајући перспективу и стратегијску улогу овога вида оружаних снага земље, у склопу њеног геополитичког положаја у свету. Формирани су:
- Ваздухопловноопитни центар, 10. августа 1945. године.
- Ваздухопловновојно училиште, 12. септембра 1945. године, за школовање пилота и извиђача.
- Ваздухопловномедицински институт, 11. новембра 1945. године.
- Ваздухопловнотехнички институт, 10. августа 1946. године.
- Ваздухопловнотехничка академија, 15. октобра 1947. године и друго.

Брзо су се окупили и организовали ентузијасти ваздухопловни конструктори, по пројектним бироима у фабрикама и радионицама оживљене ваздухопловне индустрије, оштећене у току тек завршеног светског рата. Пројектни бирои су организовани по узору на праксу у Совјетском Савезу. Водећи стручњаци по тим бироима, били су:
| - пук. дипл. инж. Коста Сивчев - пук. Драгољуб Бешлин - проф. дипл. инж. Сима Милутиновић - проф. дипл. инж. Душан Станков | - пук. дипл. инж. Светозар Поповић - дипл. инж. Иван Шоштарић - дипл. инж. Борис Цијан. - дипл. инж. Ђорђе Петковић и други. |

Прве, послератне конструкције биле су једрилице, лаки и школски авиони. Касније се прешло на експерименталне и серијске војне борбене авионе.
Интеграцијом пројектних бироа 1956. године, у организациону структуру Ваздухопловномедицинског института, отпочела је нова ера домаћег развоја, уз непосредну подршку истраживачке делатности, у домену ваздухопловних технологија. Потврда те организације, доказала се на успешном развоју и производњи школског авиона Г-2 галеб.
Крај Другог светског рата и послератни период, били су обележени са револуционарном технолошком променом у пројектовању и производњи борбених авиона. Прелазило се на погон авиона са млазним моторима. РВ и ПВО је, тај преломни период промене технологије, отежала совјетска економска и војна блокада, у току Информбироа.
Због политичког конфликта са Совјетским Савезом, прекинута је испорука резервних делова и свих материјала за подршку исправности авиона, њиховог порекла. Неко прелазно време је било обележено са применом забрањене праксе у ваздухопловству „канибализмом“. Скидани су исправни делови са неисправних авиона и тако су оспособљавани за лет мање неисправни. Убрзано је рађено на развоју домаћег ловца С-49, који је ударнички серијски произвођен у фабрици авиона Икарус. То је био респективан ловац, без обзира што је развијан и произвођен у тешким условима и у кратком временском периоду. Већ током 1949. године произведено је 49 примерака ловца С-49А, а укупна серија, са варијантом С-49Ц, испоручена је РВ и ПВО у 130 примерака. Ови авиони, остали су у наоружању све до 1961. године.
Први ловачки пук, са авионима С-49А Јосип Броз Тито, симболично је предао ваздухопловцима на оперативну употребу, 21. маја 1950. године, на земунском аеродрому, са речима: 
| „ | Наше младо РВ постигло је у овом кратком периоду врло добре резултате у овладавању војном ваздухопловном техником. Наша нова, социјалистичка земља тежила је од самог почетка да вама ваздухопловцима да у руке авионе произведене у нашој социјалистичкој земљи. Ја сам данас срећан што могу да вам честитам и у том погледу, што могу да вам кажем да сте за чување нашега неба, наше социјалистичке изградње, добили у руке оружје, наше сопствене авионе. | ” |

Због ратом разорених и опустошених ваздухопловних индустријских капацитета Југославије и због заостајања за потребним технолошким светским нивоом, морала су се тражити и допунска, паралелна решења за опремање РВ и ПВО. Преко војне помоћи западних земаља набављени су британски авиони МК-6 и МК-38 и амерички F-47D тандерболт, са којима је пренаоружана југословенска бомбардерска, извиђачка и ловачка авијација, уместо совјетских старих авиона, без резервних делова. Преобука људства РВ и ПВО, извршена је у Југославији, са југословенским инструкторима претходно обученим у иностранству.
После 1953. године, настављен је процес модернизације РВ и ПВО, са увођењем авиона са млазним мотором америчког порекла, први ови авиони су стигли у Југославију у марту. Крајем 1954. године, оформљена је и прва хеликоптерска ескадрила, са чиме су створени почетни услови за развој хеликоптерских јединица. Уведени су школски авиони са млазним мотором T-33 шутинг стар (школско тренажна и извиђачка варијанта), ловце-бомбардере F-84 тандерџет и ловце F-86 сејбр. То је период респективне борбене моћи РВ и ПВО и на европском нивоу. Тада је РВ и ПВО било најснажније у региону, па и шире.
Цео послератни период, до 1992. године, сви пилоти РВ и ПВО су школовани на авионима властите конструкције и производње (такође и пилоти из многих земаља „трећег света“). Једини изузетак, била је преобука на авионе са млазним мотором, T-33 шутинг стар.

### Дан оснивања РВ и ПВО
Дан прелетања пилота Рудија Чајавеца, авионом „Бреге 19” и Фрање Клуза „Потезом 25”, са механичарем Милутином Јазбецом, 21. мај 1942. усвојен је за дан Ратног ваздухопловства и противваздушне одбране. Славио се све до 1992. године, као званични празник по јединицама и установама ЈНА. Носталгичари га и данас обележавају, али и установе које чувају ваздухопловну традицију, као што је Музеј ваздухопловства и поједини аеро-клубови.

### Период експерименталних и прототипских авиона
Поред интензивног рада на обнови пројектантско развојне делатности и оспособљавања уништене ваздухопловне индустрије, чињени су велики напори и у освајању нових технологија и колико је било могуће, у тим условима, хватати прикључак са савременим светом. Већина конструкторских група, било је ангажовано на развоју лаких, школских и лаких транспортних авиона, а биро Драгољуба Бешлина је радио на гами експерименталних авиона, са основом у називу 451. Желело се доћи до решења властитог борбеног авиона, на основу доступне технологије. Пошто је та расположива технологија била оскудна, у односу на светску, тражена су посебна концепциона решења. Први у низу је био Авион 451, са два клипна мотора, посебност је била лежећи положај пилота, за могућност подношења већих убрзања, у односу на лет са класичним седиштем. Следећи авион, био је 451М зоља. То је био први југословенски авион са млазни мотором, полетео је 25. октобра 1952. године. Мотори су били француски малог потиска, Турбомека Палас (фр. Turboméca Palas). Стране земље тада нису хтеле да нам испоручују јаче млазне моторе, са новом технологијом. Ипак је то био значајан резултат за изоловану Југославију, за њену ваздухопловну индустрију и технологију. Посебан је био велики подстрек за мобилисање младих да се школују и напредују у домену ваздухопловне струке, одржан је и континуитет у ваздухопловној грани технике. Наредни авион у томе низу био је већ значајнији, са јачим моторима Турбомека марборе (фр. Turboméca Marbore), Ј-451ММ стршљен, чија је варијанта двоседа С-451ММ матица.
На овом путу обезбеђења опремања РВ и ПВО авионима погоњеним млазним мотором, из властитих извора је и први домаћи пројекат надзвучног авиона, са називом Б-12. У бироу Драгољуба Бешлина урађен је пројекат прототипа и почела је његов прототипски развој и физичка градња у фабрици Икарус, при одмаклој фази реализације, програм је обустављен. Као и други пројекти овог бироа и Б-12 је био специфичан. Његова специфичност је била по типу стајних органа, са називом бицикл (главни точкови су на трупу, један иза другог, а помоћни на крајевима крила). Обустављен је пошто је био велики ризик неуспеха. У то време су феномени надзвучне аеродинамике још увек нису били потпуно разјашњени, нити експериментално доказани.
У међувремену, појавила се британска понуда за испоруку њиховог надзвучног авиона Фолант гнат. Ратно ваздухопловство и противваздушна одбрана СФРЈ је купило три примерка, који су интензивно испитивани у Ваздухопловноопитном центру, у току 1958. године. То је била прилика да РВ и ПВО уведе у оперативну употребу савремени надзвучни ловачки авион. Околности су касније, усмериле то питање другојачије и у повољније решење. 
Стршљен и Матица нису усвојени за серијску производњу и опремање РВ и ПВО, уместо постојећих старих америчких Т-33 шутинг стар и F-84G тандерџета.

### Континуални плански развој
После учињеног првог корака ка помирењу, између Југославије и Совјетског Савеза, од стране Никите Сергејевича Хрушчова, првог секретара ЦК КПСС, који је заједно са Николом Булгањином, председником владе Совјетског Савеза и Анастасом Микојаном, првим замеником Совјетске владе, долетео у Београд 26. маја 1955. Створени су услови за нормализацију односа и за наставак међуармијске сарадње двеју држава. У томе склопу су били створени и услови за опремање РВ и ПВО са совјетском ваздухопловном техником.
Сагледана је реалност да није решење да уместо америчких дотрајалих авиона се уводе Стршљен и Матица, а исто тако и британски Фолант Гнат није усвојен за наоружање ловачких пукова. Усвојена је стратегија за властити развој и производњу лаких, школских и ловачко-бомбардерских, а ловачки, извиђачки и специјални авиони да се увозе.
У томе смеру, десиле су се и организацијске промене. Интегрисано је Ратно ваздухопловство и Противваздушна одбрана у јединствен вид ЈНА, 1959. године и сви су пројектни бирои, по ваздухопловним фабрикама, укинути 1957. године, а делатност истраживања и развоја интегрисана у Ваздухопловнотехничком институту.
Од Совјетског Савеза, почела је да се набављају ваздухопловна средства и опрема. РВ и ПВО је опремљено ловцима МиГ-21, у периоду од 1962. до почетка 80-их година купљено је 216 примерака, од којих су још увек неки у оперативној употреби. Набављени су и авиони других намена, хеликоптери и ПВО средства.
Развијени су и произведени школско-борбени авиони Г-2 галеб и Г-4 супер галеб, за основно школовање Утва-75 и први прототип Ласте и ловци-бомбардери Ј-21 јастреб и Ј-22 орао.
|                                       |        |
| Мађарски МиГ-21 бис, у њиховом музеју | МиГ-29 |

### Планирани концепт даљег развоја РВ и ПВО
Кроз реализацију властитих развојних и производних програма, посебно авиона Ј-22 орао и Г-4 супер галеб, подигнути су ваздухопловно истраживачко-развојни и производни капацитети СФРЈ, на техничко-технолошки ниво средње развијених земаља. Оспособљен је бројни стручни кадар и освојен је велики број савремених ваздухопловних технологија. Организацијски, лабораторијски, кадровски, технолошки и производно, ваздухопловна индустрија Југославије, била је спремна за нови искорак, у нова искушења развоја и производње савременог борбеног авиона, конкурентног са светским. На основу тих процена, традиционалних амбиција и политике ослонца на властите снаге, програмиран је развој и производња вишенаменског Новог авиона, 4. генерације. Према дугорочним плановима опремања Ратног ваздухопловства и противваздушне одбране, било је предвиђено увођење у оперативну употребу тога вишенаменског Новог авиона, у перспективи, да са својим вишенаменским способностима замени улоге и задатке ловца-бомбардера, извиђача и ловца, које су извршавали, постојећи авиони Орао и МиГ-21. За развој и производњу, планирану са програмом реализације, требало је ангажовати све релевантне југословенске капацитете, са око 100.000 запослених, уз технолошку подршку фирми једне од развијених држава (из Француске). Било је планирано полетање првог прототипа, у току 1995. године, а у току серијске производње да се уведе у оперативну употребу РВ и ПВО око 250 примерака Нових авиона и обезбеди око 500 за инострано тржиште. Програм је био значајно напредовао, дошло се до доношења државне одлуке о избору земље и њених фирми, даваоца технолошке подршке. У току припреме дограђени су лабораторијски и производни капацитети, бројчано и стручно су ојачани кадровски потенцијали. У домену разраде пројекта, значајно се напредовало.
Процењено је да треба, у међувремену, извршити интервентну набавку ограниченог броја ловачких авиона, за испомоћ постојећим и застарелим МиГ-21. На основу те одлуке извршена је набавка само 14 једноседа МиГ-29Б и два двоседа (наставна) МиГ-29УБ од Совјетског Савеза 1987. године.
Поред вишенаменског, унификованог борбеног авиона (са радним називом Нови авион), био је планиран и завршетак развоја Ласте (за основно школовање пилота) и модернизација школско-борбеног авиона Г-4 супер галеб. Питање транспортне, хеликоптерске, специјалне авијације и система ПВО, решавало би се по стандардном обрасцу куповине, међународне кооперације и лиценцне производње.
Овај континуитет развоја РВ и ПВО и перспективни планови су насилно прекинути, са распадом СФРЈ, последично ЈНА и престанком постојања РВ и ПВО.

### Артиљеријско-ракетни системиПВО
У условима партизанског ратовања, у почетном периоду званичног постојања РВ и ПВО, одбрана од дејства непријатељских авиона била је са свим расположивим оружјем, првенствено са личним стрељачким, првенствено са митраљезима. Током рата, све се више заробљавало оружја па и противавионских митраљеза и по неки топ (ПАТ противавионски топ). У томе периоду ракетни системи нису ни постојали, они су се развијали у послератном периоду.
Прве званичне активности, везане за увођење ракетних система ПВО, били су разговори, вођени са Енглезима о куповини једне ракетне батерије, крајем педесетих година прошлог века. У томе периоду, у мају 1960. године, одиграо се догађај обарања извиђачког, америчког авиона U-2, са ракетом земља-ваздух, изнад совјетске територије. Југословенска војна делегација, на челу са командантом РВ и ПВО, приликом посете Совјетском Савезу, покренула је процес набавке ракетних система, совјетског порекла.
Развој ПВО, системски је отпочео са формирањем 250ог ракетног пука. Наредбом строго поверљиво бр. 423, формиран је 250ти ракетни пук противваздушне одбране, 24. септембра 1962. године. Била је то прва ракетна јединица противваздушне одбране Југословенске народне армије, на аеродрому Батајница, са задатком одбране ваздушног простора у рејону престонице тадашње Федеративне Народне Републике Југославије, Београда. Тада је почела испорука и увођење у оперативну употребу, новембра 1962. године, ракетног система Двина. Имала је ознаку С-75, (по НАТО класификацији енгл. SA-2 Guideline).
ПВО пук је имао прва бојева гађања у јуну 1963, а друго у јуну 1964. године, коме је присуствовао и Председник Тито.
Формиран је и 155ти ракетни пук 1967. године, који је исте године опремљен системом М-2 волхов-М (по класификацији НАТО енгл. SA-N-2 Guideline).
Уследило је формирање 350ог ракетног пука, 1975. и 450ог 1976. године, опремљених са ракетним системима С-125 нева. Који је имао боље карактеристике, на мањим висинама.
|                            |                            |                               |
| Ракетни систем С-75 двина. | Ракетни систем С-125 нева. | ПАТ, са посадом, на положају. |

Почетком седамдесетих година, у редефинисаној доктрини РВ и ПВО, успостављена су основна начела организације и борбене употребе ракетних јединица (РЈ) ПВО. Према тим начелима, РЈ ПВО територије, означавају се као најефикасније са својом ватреном моћи у целом систему ПВО, али се такође реално сагледава њихова осетљивост на електронска ометања и њихов недостатак слабе мобилности и покретљивости. У циљу ублажавања тих недостатака, набављено је и 17 комплета мобилних ракетних система 2К12 куб, у периоду од 1975. до 1977. године.
РЈ су организацијски формиране у дивизионе, пукове и бригаде. Ракетни дивизион је био основна, заокружена и недељива тактичка ватрена јединица сталног састава, која је начелно дејствовала у саставу пука или бригаде а састојао се из; команде, ракетне батерије, батерије за вођење ракета, батерије ЛПАА (лаке противавионске артиљерије), јединица за везу и јединице за позадинско обезбеђење.
Ракетни пук противваздушне одбране, била је тактичка јединица променљивог састава. Био је наоружан са једним ракетним системом, а састојао се из команде, четири до шест ракетних, једног ракетнотехничког дивизиона, приштапских и обезбеђујућих јединица.
Ракетна бригада, била је виша тактичка јединица променљивог састава, наоружана са истим или мешовитим ракетним системима. Састојала се из команде, шест до осам ракетних дивизиона једног до два ракетнотехничка дивизиона, приштапских, обезбеђујућих и позадинских јединица. Ракетне бригаде су организацијски устројене у периоду од 1980. до 1985. године, као највеће тактичке јединице, рода РВ и ПВО.
У периоду 1975. до 1980. године, уведен је у ракетне пукове савремени систем аутоматизације АС-75, намењен за командовање. Систем је обезбеђивао ефикаснију употребу ракетних јединица, аутоматски избор циља, са већим расположивим временом за реаговање, а са тиме и већом вероватноћом уништења одређеног циља.
У циљу повећања отпорности ракетних јединица, реализован је обиман програм уређења територије и њиховог борбеног распореда. Са тиме је повећана жилавост ракетних јединица, на дејство непријатељске авијације, а повећана је њихова покретљивост и маневарске карактеристике.

У функцији ПВО је била и масовна употреба преносних IC ракета земља-ваздух 9K32 Стрела-2 и 9K38 игла, које се лансирају са рамена
 војника „стрелца“. У фабрици „Крушик“ у Ваљеву, масовно су ове ракете произвођене по лиценци, у основној и у модификованој верзији.

### Ваздушно осматрање, јављање и навођење (ВОЈИН)
Противваздушну одбрану у ЈНА, сачињавали су родови „Артиљеријско-ракетне јединице“ (АРЈ) и „Ваздушно осматрање, јављање и навођење “ (ВОЈИН). Интегрисаним радом и извршавањем задатака, ова два рода, била је покривена ПВО територије СФРЈ.
Опрема коју је користио род ВОЈИН, посебно је високог технолошког нивоа и високе софистицираности, те је на посебним извозним листама, са великим ограничењима. Због тих разлога, увек је постојао раскорак између захтеваних потреба и реализације. Потреба да се у сваком од ваздухопловних корпуса оформи по један пук ВОЈИН није било могуће остварити, због недостатка опреме и кадрова.
У периоду од 1966. до 1977. године, учињен је значајан искорак у развоју и организацији рода ВОЈИН. У томе периоду, набављени су совјетски радари великог домета П-14, П-12 и П-15 за мале висине, а за велике ПРВ-11. постојећи радари П-30 су модификовани у П-35, са побољшаним карактеристикама. Уведена је прва генерација аутоматизованог система за информације у ВОЈИН РВ и ПВО. Био је то совјетски систем ВАЗДУХ-1П, који је омогућавао полуатоматско праћење и примопредају информација, о циљевима у ваздушном простору, полуатоматско навођење ловачких авиона пресретача и командовање у јединицама до нивоа дивизије ПВО. Убрзо је уведен шведски савременији систем аутоматизације АС-70 (СТРИЛ), са знатно већом могућношћу од претходног ВАЗДУХ-1П.
У периоду 1975. до 1980. године, уследила је организацијска промена ВОЈИН, прешло се на пукове батаљонског састава, са батаљонским центрима. У томе периоду уследила је значајна техничка модернизација. Уведена је савремена аутоматизација са увођењем система АС-74, на бази рачунара треће генерације. Увођењем тога система разрешен је проблем интеграције садејства ловачке авијације и ракетних јединица ПВО у истој зони. У наредних пет година настављена је модернизација ВОЈИН, са уговарањем савремених осматрачких радара за велике висине, средњег и великог домета и система аутоматизације са применом микропроцесорске технологије, врхунских перформанси. Роду ВОЈИН је подигнута отпорност на електронско ометање, али је остао потпуно нерешен проблем идентификације циљева и ограниченог домета радарског осматрања на малим висинама. У перспективи је требало и тај домен карактеристика ВОЈИН ПВО бити побољшан, са набавком система С-300, што није реализовано услед распада држава ССР-а и Југославије.

## СтруктураРВиПВО
Југословенско РВ, настало у Народноослободилачкој борби, почело је са два авиона различитих типова. У току Народноослободилачке борбе, кроз РВ је прошло много различитих типова авиона, укупно 569 примерака, од почетна два, Потез 25 и Бреге 19 до Иљушин Ил-2 и Јак-3, са укупно 2.200 борбених летова. Развој РВ пратиле су организацијске промене, условљене са многим унутрашњим и спољним факторима. У току рата се прилагођавало условима партизанског ратовања и савезничке помоћи, а после рата са развојем земље, укупног развоја ЈНА и спољнополитичких односа, РВ и ПВО, достигло је висок ниво развоја и борбене моћи.

### Формацијска и командна шема
Непосредно по завршетку рата, настављен је прилаз организације РВ на основама дивизија, као највећих организацијских групација.
Илустративна су два временска пресека, организација и структура РВ непосредно после рата и стање РВ и ПВО непосредно пред распад СФРЈ и ЈНА. Непосредно после рата било је устројено по дивизијском систему и приказано је на првој шеми.
|  |

Легенда
| - ИАП = извиђачки авијацијски пук - МАД = мешовита авијацијска дивизија - ЛАД = ловачка авијацијска дивизија - БАД = бомбардерска авијацијска дивизија | - ТРАП = транспортни авијацијски пук - ЛАП = ловачки авијацијски пук - ЈАП = јуришни авијацијски пук - БАП = бомбардерски авијацијски пук | - ВОК = ваздухопловна обласна команда - ВОШ = ваздухопловна официрска школа - ВТУ = ваздухопловнотехничко училиште - ВШП = ваздухопловни школски пук |

Прешло се на нову организацијско формацијску шему ЈНА. Иста се заснива на армијама, као стратегијским групацијама оружаних снага. Поред армија копнене војске успостављене су и групације два остала вида РВ и РМ (Ратна морнарица). Начелник Генералштаба је добио по заменика за сваки вид.
Током 1985. године, прешло се на организацију са три ваздухопловна корпуса (као стратегијским групацијама) и са Замеником начелника Генералштаба ЈНА за РВ и ПВО. Ова организација је приказана на шемама доле.
|  |

Структура непосредне надлежности и одговорности Команде РВ и ПВО и Заменика начелника Генералштаба ЈНА за РВ и ПВО, у периоду од 1985. до 1992. године, сагласно претходној шеми, разрађено је приказана на наредној слици. Команда РВ ПВО (КРВ ПВО), била је у Земун у, а обезбеђивала ју је Команда стана РВ ПВО, у којој је била смештена 99. чета војне полиције, чета везе и једна пешадијска чета. У КРВ ПВО осим командног кадра, била је смештена и Контраобавјештајна група РВ ПВО (КоГ). Зграда КРВ ПВО је срушена у бомбардовању НАТО-а, а у касарни бивше Команде стана смештене су данас јединице Војске Србије.
|  |

### Старешински врхРВиПВО
| Команданти РВ и ПВО - Фрањо Пирц, генерал-мајор (1945—1946) - Зденко Улепич, генерал-пуковник (1946—1965) - Виктор Бубањ, генерал-пуковник (1965—1970) - Милан Симовић, генерал-пуковник (1970—1972) - Енвер Ћемаловић, генерал-пуковник (1972—1979) - Стеван Роглић, генерал-пуковник (1979—1981) - Слободан Алагић, генерал-пуковник (1981—1985) - Антон Тус, генерал-пуковник (1985—1991) - Звонко Јуревић, генерал-пуковник (1991—1992) - Божидар Стевановић, генерал-потпуковник, (1992) | Начелници штаба Команде РВ и ПВО - Никола Лозић, пуковник - Зденко Улепић, генерал-мајор - Виктор Бубањ, генерал-мајор - Душан Влаисављевић, пуковник - Владимир Матетић, генерал-потпуковник - Божо Лазаревић, генерал-пуковник - Радослав Јовић, генерал-потпуковник - Милан Симовић, генерал-потпуковник - Енвер Ћемаловић, генерал-потпуковник - Раде Суша, генерал-потпуковник - Стеван Роглић, генерал-потпуковник - Антон Тус, генерал-потпуковник - Чедомир Ковачевић, генерал-мајор - Никола Маравић, генерал-потпуковник - Звонко Јуревић, генерал-пуковник - Љубомир Бајић, генерал-мајор | Начелници ваздухопловнотехничке службе РВ и ПВО - Инж. др Светополк Пивко, пуковник - Инж. Карло Јелинек, пуковник - Фрањо Лолић, пуковник - Инж. др Златко Рендулић, генерал-потпуковник - Инж. Милорад Паштровић, генерал-мајор - Инж. Вељко Мајсторовић, пуковник - Инж. Бранислав Ђорђевић, пуковник |

### Аеродроми и остала инфраструктураРВиПВО
Ваздухопловство је најзахтевнији вид оружаних снага, не само по техничко технолошком сегменту, већ и по потребној инфраструктури, где прво место заузимају аеродроми. РВ и ПВО, почело је са првим импровизованим партизанским полупримљеним тереном за полетање и слетање лаких авиона, код села Међувође, а при крају свога постојања је располагало са врхунским, као што су Аеродром Батајница, Аеродром Жељава (код Бихаћа) и са многим другим.
Посебно су захтеви за аеродромске услове, измењени са увођењем авиона са млазним моторима. Повећане су дужине полетно-слетних стаза и технички захтеви за њихов квалитет. Постављени су и захтеви за проширење аеродромске мреже. Аеродроми су грађени као јаке ваздухопловне базе, за лоцирање већег броја ваздухопловних јединица. Поред полетно-слетних стаза, грађена је и инфраструктура за размештај јединица и ваздухоплова, за мирнодопске услове живота, рада и обуке. Касније се приступило изградњи аеродрома и инфраструктуре за растресит размештај примеран ратним условима. Посебно је била уређена територија и инфраструктура за ПВО, објекти и инсталације система ВОЈИН и ракетни положаји.
После шездесетих година, тежишно се приступило изградњи савремених подземних и надземних склоништа и заклона, за ваздухоплове и људство, са чиме је значајно повећана жилавост целог РВ и ПВО. Грађени су и аеродроми са већим делом своје инфраструктуре под земљом. Посебан и карактеристичан пример је аеродром Жељава. Многи аеродроми су, због економичности, били мешовите намене, за војну употребу и за путнички саобраћај. Успостављен је и одржаван велики број алтернативних и резервних аеродрома, широм СФРЈ.
Преглед кључних аеродрома РВ и ПВО, дат је у горњој табели размештаја јединица, под насловом: „Оперативни део РВ и ПВО, у 1991. години.“
У Рајловцу се налазио завод за ремонт авионских мотора и Ваздухопловно-техничка војна академија. У Бања Луци налазио се Ваздухопловни завод Космос.